# بطرس كرستن
بطرس كرستن (1575 - 1640 م) هو مستشرق و طبيب من بوسلاو في شرقي ألمانية.
أنشأ أول مطبعة عربية في ألمانية، وكلّف بيتر فون سلاو peter von Selau بسبك حروف عربية، فأقام ابتداء من العام 1608 م مطبعة طبعت عدداً من الكتب والرسائل بالعربية. توفي في أوپسالا (السويد) في 1640 م.